# Urząd Patentowy Rzeczypospolitej Polskiej
Urząd Patentowy Rzeczypospolitej Polskiej – centralny organ administracji rządowej utworzony 28 grudnia 1918 r., właściwy w sprawach z zakresu własności przemysłowej. Zadania i organizacja UPRP zostały określone w ustawie z dnia 30 czerwca 2000 r. Prawo własności przemysłowej (art. 259-2651).
Siedziba Urzędu Patentowego RP znajduje się przy al. Niepodległości 188/192 w Warszawie.

## Zadania Urzędu
Do zadań Urzędu Patentowego należy w szczególności:
- przyjmowanie i badanie zgłoszeń dotyczących wynalazków, wzorów użytkowych, wzorów przemysłowych, znaków towarowych, oznaczeń geograficznych oraz topografii układów scalonych, dokonanych w celu uzyskania ochrony;
- orzekanie w sprawach udzielania patentów i dodatkowych praw ochronnych na wynalazki, praw ochronnych na wzory użytkowe oraz znaki towarowe, a także praw z rejestracji wzorów przemysłowych, oznaczeń geograficznych i topografii układów scalonych;
- rozstrzyganie spraw w postępowaniu spornym;
- prowadzenie rejestru patentowego oraz rejestrów: wzorów użytkowych, wzorów przemysłowych, znaków towarowych, oznaczeń geograficznych oraz topografii układów scalonych;
- wydawanie organu urzędowego pod nazwą Wiadomości Urzędu Patentowego;
- wydawanie Biuletynu Urzędu Patentowego;
- udział w pracach organów międzynarodowych z tytułu zawartych przez Rzeczpospolitą Polską umów międzynarodowych w sprawach z zakresu własności przemysłowej, w szczególności Konwencji paryskiej o ochronie własności przemysłowej;
- prowadzenie centralnego zbioru polskich i zagranicznych opisów patentowych.

## Władze Urzędu Patentowego RP[5]
- Ewa Skrzydło-Tefelska – prezes od 7 maja 2025[6]
- Aneta Stuleblak – zastępca prezesa od 2 grudnia 2024[7]
- Żaneta Zemła-Pacud – zastępca prezesa od 2 grudnia 2024
- Marcin Dobruk – dyrektor generalny

## Budżet, zatrudnienie i wynagrodzenia
Wydatki i dochody Urzędu Patentowego RP są realizowane w części 61 budżetu państwa. Główne źródło dochodów stanowią wpływy z tytułu opłat za zgłoszenia i ochronę własności przemysłowej.
W 2017 wydatki Urzędu wyniosły 57,26 mln zł, a dochody 75,96 mln zł. Przeciętne zatrudnienie w przeliczeniu na pełne etaty wyniosło 522 osoby, a średnie miesięczne wynagrodzenie brutto 6309 zł.
W ustawie budżetowej na 2018 wydatki Urzędu Patentowego zaplanowano w wysokości 55,7 mln zł, a dochody 68 mln zł.